# Valhalla (New York)
Valhalla is een gehucht en Census-designated place van de Amerikaanse town Mount Pleasant in Westchester County in de staat  New York. Het aantal inwoners bedroeg 3.213 in 2020. De naam is gekozen door een fan van operacomponist Richard Wagner.

## Bekende inwoners
- Dalmazio Santini, componist (1923-2001)
- Ayn Rand, romanschrijver en filosoof (1905-1982)[bron?]
- Charlie Criss, basketbalspeler.